# Pernille Blume
Pernille Blume (* 14. Mai 1994 in Bagsværd, Gladsaxe Kommune) ist eine dänische Freistilschwimmerin. Ihre Spezialstrecken sind 50, 100 und 200 m Freistil und sie tritt international besonders in Staffelwettbewerben in Erscheinung. 2016 wurde sie im Einzelwettbewerb über 50 Meter Freistil Olympiasiegerin.

## Werdegang
Pernille Blume nahm 2010 zum ersten Mal an Kurzbahnweltmeisterschaften teil, wo sie bei ihren drei Starts über 50, 100 und 200 m Freistil in den Vorläufen ausschied. Ein Jahr später bei den Schwimmweltmeisterschaften 2011 in Shanghai kam sie über 100 und 200 m Freistil ebenfalls nicht über die Vorläufe hinaus, wurde jedoch auch in den Staffeln eingesetzt: Über 4 × 100 m Freistil wurde sie Achte und über 4 × 100 m Lagen verpasste das dänische Quartett auf Rang 9 knapp das Finale. Ende 2011 startete Blume bei den Kurzbahneuropameisterschaften in Stettin, wo sie ihre ersten internationalen Endläufe erreichte und Rang 5 über 100 m und Rang 8 über 50 m Freistil belegte. Mit der Staffel über 4 × 50 m Freistil gewann sie Silber und über 4 × 50 m Lagen Gold.
2012 war Pernille Blume Teil der dänischen Mannschaft für die Olympischen Spiele in London. Bei ihren Einzelstarts über 50 m Freistil, 100 m Freistil sowie 200 m Freistil schied sie jeweils im Vorlauf aus. Mit den beiden 4 × 100-m-Staffeln erreichte sie die Finalläufe und belegte mit neuen dänischen Landesrekorden über 4 × 100 m Freistil Rang 6 sowie über 4 × 100 m Lagen Rang 7. Bei den Kurzbahneuropameisterschaften 2012 in Chartres erreichte sie das Finale über 100 m Freistil und wurde Sechste; außerdem wurde sie Europameisterin über 4 × 50 m Freistil und 4 × 50 m Lagen. Zwei weitere Medaillen gewann sie bei den Kurzbahnweltmeisterschaften in Istanbul mit Gold in Europarekord über 4 × 100 m Lagen und Bronze über 4 × 100 m Freistil.
Bei den Schwimmweltmeisterschaften 2013 in Barcelona schied Blume über 50 und 100 m Freistil jeweils im Halbfinale aus. Zum Jahresabschluss erreichte sie bei den Kurzbahneuropameisterschaften vor heimischem Publikum in Herning neunte Ränge über 50 und 100 m Freistil sowie Gold in Weltrekordzeit über 4 × 50 m Freistil und ein weiteres Gold über 4 × 50 m Lagen, nachdem der ursprünglich siegreichen Mannschaft aus Russland 2014 der Sieg wegen Dopings von Julija Jefimowa aberkannt wurde. 2014 startete sie bei den Europameisterschaften in Berlin und erreichte mit einem vierten Rang über 100 m Freistil ihre bislang beste Einzelplatzierung bei einem internationalen Großereignis. Sie wurde außerdem Europameisterin in neuer Europarekordzeit über 4 × 100 m Lagen; als Schlussschwimmerin über 4 × 100 m Freistil schlug sie zunächst mit der schnellsten Zeit an, die dänische Staffel wurde jedoch wegen eines Wechselfehlers disqualifiziert. Im Dezember gewann sie bei den Kurzbahnweltmeisterschaften in Doha zwei weitere Goldmedaillen: in neuer Weltrekordzeit über 4 × 50 m Lagen sowie über 4 × 100 m Lagen. Mit den Freistilstaffeln über 4 × 50 m und 4 × 100 m wurde sie Dritte bzw. Vierte. Bei ihren Einzelstarts über 50 und 100 m Freistil schied sie im Halbfinale aus.
Auch 2015 bei den Weltmeisterschaften kam Pernille Blume über 50 und 100 m Freistil nicht über die Halbfinalläufe hinaus. Mit der Staffel über 4 × 100 m Lagen wurde sie Fünfte. 2016 erreichte sie bei den Europameisterschaften in London mit der Staffel über 4 × 100 m Freistil ebenfalls den fünften Platz; im Einzel über diese Strecke kam sie nicht über den Vorlauf hinaus. Bei den Olympischen Spielen in Rio de Janeiro wurde Blume über 50 m Freistil in 24,07 s Olympiasiegerin und gewann mit der Lagenstaffel eine Bronzemedaille. Daraufhin wurde sie in Dänemark zur Sportlerin des Jahres gewählt.
Bei der Europameisterschaft 2018 trat Blume im Halbfinale über 100 Meter Freistil an, allerdings verpasste sie die Wende und schlug stattdessen am Beckenrand an, wodurch sie den sicher geglaubten Einzug ins Finale verpasste. Über 50 m Freistil belegte sie den zweiten Platz, nur 0,01 Sekunden hinter der Siegerin Sarah Sjöström.
Im Januar 2019 wurde Blume wegen eines Blutgerinnsels und eines Ventrikelseptumdefekts am Herz operiert, um das Risiko von Blutgerinnseln und Herzstillstand zu verringern.
Im Oktober 2022 verkündete Blume ihren Rücktritt vom Leistungssport auf Instagram. Sie beendete ihre Karriere als drittschnellste Schwimmerin der Geschichte über 50 m Freistil mit einer Bestzeit von 23,75 Sekunden.

## Bestzeiten und Rekorde
| Persönliche Bestzeiten                                                                            | Persönliche Bestzeiten                                                                            | Persönliche Bestzeiten                                                                            | Persönliche Bestzeiten                                                                            | Persönliche Bestzeiten | Persönliche Bestzeiten | Persönliche Bestzeiten |
| Disziplin                                                                                         | Langbahn                                                                                          | Langbahn                                                                                          | Langbahn                                                                                          | Kurzbahn               | Kurzbahn               | Kurzbahn               |
| ------------------------------------------------------------------------------------------------- | ------------------------------------------------------------------------------------------------- | ------------------------------------------------------------------------------------------------- | ------------------------------------------------------------------------------------------------- | ---------------------- | ---------------------- | ---------------------- |
| 50 m Freistil                                                                                     | 00:23,75 min                                                                                      | 4. August 2018                                                                                    | Glasgow                                                                                           | 00:24,35 min           | 6. Dezember 2014       | Doha                   |
| 100 m Freistil                                                                                    | 00:52,69 min                                                                                      | 28. Juni 2017                                                                                     | Budapest                                                                                          | 00:52,90 min           | 4. Dezember 2014       | Doha                   |
| 200 m Freistil                                                                                    | 01:59,71 min                                                                                      | 24. März 2012                                                                                     | Brønshøj                                                                                          | 01:57,14 min           | 24. Mai 2014           | Bergen                 |
| Weltrekord                                                                                        |                                                                                                   |                                                                                                   |                                                                                                   |                        |                        |                        |
| 4 × 50 m Lagen Kurzbahn (mit Mie Østergaard Nielsen, Rikke Møller Pedersen und Jeanette Ottesen)  | 4 × 50 m Lagen Kurzbahn (mit Mie Østergaard Nielsen, Rikke Møller Pedersen und Jeanette Ottesen)  | 4 × 50 m Lagen Kurzbahn (mit Mie Østergaard Nielsen, Rikke Møller Pedersen und Jeanette Ottesen)  | 4 × 50 m Lagen Kurzbahn (mit Mie Østergaard Nielsen, Rikke Møller Pedersen und Jeanette Ottesen)  | 01:44,04 min           | 5. Dezember 2014       | Doha                   |
| Europarekord                                                                                      |                                                                                                   |                                                                                                   |                                                                                                   |                        |                        |                        |
| 4 × 100 m Lagen Kurzbahn (mit Mie Østergaard Nielsen, Rikke Møller Pedersen und Jeanette Ottesen) | 4 × 100 m Lagen Kurzbahn (mit Mie Østergaard Nielsen, Rikke Møller Pedersen und Jeanette Ottesen) | 4 × 100 m Lagen Kurzbahn (mit Mie Østergaard Nielsen, Rikke Møller Pedersen und Jeanette Ottesen) | 4 × 100 m Lagen Kurzbahn (mit Mie Østergaard Nielsen, Rikke Møller Pedersen und Jeanette Ottesen) | 03:49,87 min           | 14. Dezember 2012      | Istanbul               |
| Stand: 24. Juli 2016                                                                              |                                                                                                   |                                                                                                   |                                                                                                   |                        |                        |                        |